# Göran Söderlund (psykolog)
För andra personer med samma namn, se Göran Söderlund.
Göran Birger Wilhelm Söderlund, född 2 januari 1955 i Kungsholms församling i Stockholm, är en svensk forskare och professor.
Göran Söderlund disputerade 2007 vid Stockholms universitet på en avhandling om att brus kan hjälpa mot koncentrationsproblemen hos barn med ADHD. Han är professor i specialpedagogik vid Høgskulen i Sogn og Fjordane, Norge. Göran Söderlund har gett ut flera vetenskapliga publikationer.
Han är son till företagsledaren Lennart Söderlund och sjuksköterskan Birgit von Essen. Åren 1989–2011 var han gift med Gunilla Pettersson (född 1957).